# Rhododendron anthopogon
Rhododendron anthopogon là một loài thực vật có hoa trong họ Thạch nam. Loài này được D. Don miêu tả khoa học đầu tiên năm 1821.